# Cantón de Novion-Porcien
El cantón de Novion-Porcien era una división administrativa francesa, que estaba situada en el departamento de Ardenas y la región de Champaña-Ardenas.

## Composición
El cantón estaba formado por veintitrés comunas:
- Auboncourt-Vauzelles
- Chesnois-Auboncourt
- Corny-Machéroménil
- Faissault
- Faux
- Grandchamp
- Hagnicourt
- Justine-Herbigny
- La Neuville-lès-Wasigny
- Lucquy
- Mesmont
- Neuvizy
- Novion-Porcien
- Puiseux
- Saulces-Monclin
- Sery
- Sorcy-Bauthémont
- Vaux-Montreuil
- Viel-Saint-Remy
- Villers-le-Tourneur
- Wagnon
- Wasigny
- Wignicourt

## Supresión del cantón de Novion-Porcien
En aplicación del Decreto nº 2014-203 de 21 de febrero de 2014, el cantón de Novion-Porcien fue suprimido el 22 de marzo de 2015 y sus 23 comunas pasaron a formar parte; veintidós del nuevo cantón de Signy-l'Abbaye y una del nuevo cantón de Rethel.